# Міграція нафти і газу
Міграція нафти і газу (рос. миграция нефти и газа, англ. oil and gas travel, нім. Migration f des Erdöls und Erdgases — рух нафти і газу в земній корі під дією природних сил. Супроводжується фізико-хімічною взаємодією мінерального середовища і флюїдів, а також фазовими перетвореннями останніх внаслідок мінливості геологічних і термодинамічних умов у надрах. Розрізняють первинну міграцію — витиснення вуглеводнів спільно з пов'язаними водами з тонкозернистих, слабкопроникних порід в колекторні товщі і вторинну — рух нафти, газу у водонасичених пластах (колекторах), результатом якого є диференціація цих флюїдів і утворення покладів, а також їх подальше переформування. Шляхами міграції нафти і газу є: вся маса слабкопроникних порід і порід-колекторів; локалізовані канали — розломи, розтягнення, тріщини і зони підвищеної тріщинності, площини нашарування і незгідно залеглих порід та ін.